# 明里ともか
明里 ともか（あかり ともか、1983年3月19日 - ）は、日本のAV女優。マインズ所属。

## 略歴
2016年10月、溜池ゴロー専属女優としてAVデビュー。
2017年3月から6月までSODクリエイトの専属女優として活動。
2017年9月、ニコ生トイズハートプレゼンツ「ハートの部屋（仮）」に出演し手料理を振舞った事が香港メディアに紹介される。
2021年5月7日、「やりきった」ことを理由に同月13日のアタッカーズ作品の撮影を最後に引退を表明。同年10月まで作品自体はリリースする予定。
2022年4月19日、自身のTwitterにて復帰した事を発表。

## 人物
京都府出身。趣味・特技は英会話。既婚者で、夫は英国人。過去には、関西を拠点に司会やリポーターのほかドラマ出演などの活動をしていた。
中学・高校時代はいわゆる“腐女子”で、漫画・アニメやゲームにハマりコスプレもしていた。
初体験は大学1年の18歳の時に初めて付き合った同じ大学の5歳上の先輩と。また、女性とも経験がある。AV女優となったきっかけは、夫との4年間のセックスレスとAV業界に興味を持ったから。

## 出演作品

### アダルトDVD
- 国際結婚8年目女優やアナウンサーとしてタレント活動をしていた英語も堪能な人妻が英国人の夫には内緒でAVデビュー 和に帰還。SEXの帰国子女。（10月19日、溜池ゴロー）
- 絶頂129回 夫以外の男性でイキまくった結婚8年目33歳人妻の4本番（11月19日、溜池ゴロー）
- 夫にはタレント時代の友人達と行くと嘘を言って外泊許可。 33歳欲求不満人妻が他人棒と行く乱交温泉旅行（12月19日、溜池ゴロー）

- 熱帯夜（1月13日、溜池ゴロー）
- 私、実は夫の上司に犯され続けてます…（2月25日、溜池ゴロー）
- SODロマンス×フランス書院 原作 神瀬知巳 色っぽい未亡人 〜入試前夜に義母とラブホで〜（3月18日、SODクリエイト）
- SODロマンス 原作 溜池ゴロー 陵辱教室 人妻女教師は深夜の教室で牝になる（4月20日、SODクリエイト）
- SODロマンス 原作 菅原養史 訳あり人妻と偶然再会した同級生 マットヘルス純情中出し物語 「本番禁止の筈なのに…」（6月15日、SODクリエイト）
- 友人の母親（9月1日、ヴィーナス）
- 尻に目覚めて男の性熟、ようこそ晴れて仲間入り（9月8日、バルタン）
- 子供が欲しいデカ尻義母が旦那とのSEXレス解消のためバニーガールに変身! 刺激が強すぎてフル勃起が止まらない童貞息子に欲情した義母が優しく筆おろし生挿入! 力任せの鬼ピストンでタイツに張りつく尻肉激揺れさせながら何度も中出し懇願!（9月8日、V&R PRODUCE）
- 120%リアルガチ軟派伝説 vol.52 in 川崎（9月15日、プレステージ）※「れいか」名義
- ザ・面接 VOL.155 ヌメヌメ女子べちょべちょ女子ズルズル女子とか癒しもあるで（9月20日（レンタル）/11月24日（セル）、アテナ映像）
- SOD的神対応オフ会! 密着度280％!ハグ、キスはもちろん、お触り、ハーレムフェラまで!? 超豪華人気女優3名とほろ酔い破廉恥王様ゲーム!(※素人男性5名出演)（9月21日、SODクリエイト）
- 極上美人女将が淫らにもてなす温泉旅館 4（9月22日、クリスタル映像）
- パンスト絡み付け先端フェラ 〜手でパンストを操り、舌で先っぽを弄ぶ。巧みな技の数々で狂えるチ●ポ〜（9月22日、SEX Agent）
- じゅぷぬりゅドゥルンッ! いやらしスライドな素股手コキ 〜とろけ合う性器の限界密着でセックス未満なのにセックス以上〜（9月22日、SEX Agent）
- 思わず連続射精出来たスゴ過ぎるセルフイラマチオ 〜喉奥上手な肉食女に襲われながらも堪能できる征服感が連射を促す〜（9月22日、SEX Agent）
- 定年退職してヒマになったドスケベ義父の嫁いぢり（10月1日、ヴィーナス）
- 羞恥!　野外腰砕け!激ヤバ・ビッグバンローターをマ○コに入れて潮吹きアクメデート! 15（10月5日、サディスティックヴィレッジ）
- マジックミラー便 特別出張企画! 「再婚してできた元高校教師の巨尻のお義母さんに筆おろししてもらいたい!」 義母に恋をする童貞息子の想いをAV制作会社が完全バックアップ!! お父さん(＝旦那)の目の前で息子が義理の母を寝取って生中出し! 禁断の快楽を知ってしまった息子と義母のその後の日常生活を完全盗撮!! 2人は秘密の近親セックスをもう一度してしまうのか…!?（10月7日、ディープス）※「りつこ」名義
- ファーストクラス 絶品妻ナンパ 連続イカセFUCK 生中出し 4（10月10日、ホットエンターテイメント）
- ネトラレーゼ 親父の再婚相手を仲間とやったらこんな事になるなんて…（10月12日、タカラ映像）
- ガチナンパ! ド素人さんの恥じらいSEX! 「何度もイっちゃってるからぁもう止めてぇ!」 童貞くん筆下ろし全員中出しSP!（10月15日、ピーターズ）
- お色気P●A会長と悪ガキ生徒会（10月19日、グローリークエスト）
- 尻肉を打ちつけたい淫乱妻の絶頂中出し騎乗位（10月19日、Fitch）
- 人妻交姦スワッピング性交 06 寝取らせたい夫達と、その欲望を受け入れる妻達（10月20日、MAD）
- 緊縛解禁!! 縄と言う名の肉欲に満ちて…（11月1日、マドンナ）
- （裏）手コキクリニック 〜完全版〜 巨熟尻性交クリニック（11月2日、SODクリエイト）
- 新任女教師 明里ともか マシンバイブ調教×催淫三角木馬×危険日中出し15連発 そのすべてで潮!潮!潮! 25（11月2日、サディスティックヴィレッジ）
- 総資産5億! 年の差39歳夫婦の誕生会NTR乱交パーティー! 33歳の超ヤリマン嫁が72歳資産家夫の誕生日パーティーを企画!幸せなホームパーティーのはずが嫁がセフレを呼びまくって乱交パーティー!（11月7日、ナンパJAPAN）
- 僕の寝取られ体験 僕の妻が職場のデカチンに寝とられた件（11月9日、センタービレッジ）
- 都内某所裏風俗最前線! ノーブラ乳首ポッチ立ちんぼに1万円ぽっきりで本番!バックで突いている時にこっそりゴムを外し、そのまま生中出し!（11月10日、SCOOP）
- コタツの中で内緒で悪戯 歳の近い義母が欲情極まり近親○姦生中出し 3（11月10日、ブリット）
- 子供の保育園が一緒な美人ママ友の夫には内緒昼下がりの不倫性行為 Vol.001（11月13日、HERO）
- 一見清楚に見える人妻は「メス豚」と罵られたいお下劣なSEXをする異常性欲女（11月19日、ドグマ）
- 卑猥語女 密室空間で卑猥な言葉を連呼しながらスケベ行為に没頭する淫乱女（11月19日、MARRION）
- フィットネスジム併設 スポーツ女子 マッサージ盗撮（11月24日、MAGIC）
- イクイク早漏♡ パコパコママと排卵日子作り生活 ACT.001（11月24日、REAL）
- アナタごめんなさい…。 わたし寝取られました…。 【ともか】Eカップ（11月25日、ビッグモーカル）※「ともか」名義
- 人妻の恥じらい 熟女の欲情 VOL.5 熟れたオマ○コを視姦された清楚妻は…（11月30日（レンタル）/1月26日（セル）、アテナ映像）
- 近所の団地妻に勃起薬を飲まされて、いきなりしゃぶられて発射させられて、中出しで筆おろしまでされてしまった僕。 5（11月30日（レンタル）/12月8日（セル)、LEO）
- 素人29歳既婚家政婦ともか 口説きハメ（12月8日、S級素人）※「ともか」名義
- 金曜夜に泥酔した女上司(新婚)と終電逃して二人きり… 普段は見せない無防備な姿に介抱しながらうっかり勃起! 具合のよさげな新妻マ○コを開放されて理性ぶっ飛び生でズボハメ!（12月8日、SCOOP）
- 「お父さんがダメなら僕がヤル!」 不妊治療中のタイトスカート穿いたデカ尻義母に息子が「弟が欲しい…」と懇願! 種無し父の変わりに息子がまさかの生チ○ポ挿入! いつでも妊娠可能な超安産型巨尻を波打たせる力任せの鬼突きピストンで着床するまで何度も中出し!（12月8日、V&R PRODUCE）
- 夫婦で挑戦！夫が緒奈もえの凄テクを20分我慢できたら賞金！2回イカされちゃったら妻が寝取られ中出しSEX!!（12月13日、はじめ企画）※「ともこ」名義
- レズに堕ちていく私… 〜一寸先はレズ地獄〜（12月19日、ビビアン）
- 人妻おっぱいがち○ぽを勃起させてしまったの!? 「ノーブラ乳首チラ見え」で男たちを発情させてしまった淑女たち!!（12月21日、アイエナジー）
- 中出し お義母さんが教えてあげる 膣穴から溢れる息子の白い精液（12月25日、ビッグモーカル）

- 僕のねとられ話しを聞いてほしい ガテンで下品な労働者様に渋々トイレを貸して以来肉便器にされ寝盗られた妻（1月7日、JET映像）
- 淫語女子アナ 13 チ○ポ、マ○コを連呼する超真面目なニュース番組 TVの前のユーザー様に究極のオナニーを約束します! -新春フレッシュ女子穴大発掘SP- （1月11日、ROCKET）
- デリヘル呼んだら千載一遇のチャンスがやって来た! 寿退社して数年、絶対に手が届かないと思っていた職場のマドンナが指名ランキングぶっちぎり1位の人妻風俗嬢に転落!「旦那には秘密にするから」と過剰な膣コキサービスからの妊娠中出しをまさかの黙認。（1月25日、ビッグモーカル）
- デカ尻どスケベ淫乱熟女!!（2月1日、MARRION）
- お願いだからババアと呼ばないで（2月2日、光夜蝶）
- 夫の傍でしか私を弄ばない息子の歪んだ性癖（2月2日、NON）
- 人妻の秘密 淫らに堕ちた私の肉体（2月9日、オルガ）
- 一般男女モニタリングAV マジックミラーの向こうには再婚したての父親! 巨乳の新しいお母さんと童貞の息子が2人っきりの密室で1発10万円の連続射精筆おろしに挑戦! 3 息子を優しく受け挿れた義母マ○コと性欲溢れる童貞チ○ポは一度の射精では収まらない! 終わらない連続中出し!! 4組合計16発!!（2月19日、DEEP'S）
- 今日も義父に玩具にされて…（3月2日、光夜蝶）
- マジックミラー号 夫・妻の目の前で“100ピストンで絶対に破けるコンドーム”とは知らずに挿入を許しちゃう真正中出しドッキリ企画! 「ゴムしているのに気持ちいい!」 生挿入とは気づかずに不本意に受け入れる寝取られ強制膣内射精!!（3月8日、SODクリエイト）※「なみえ」名義
- 精液採取専門 爆吸引・丸呑み のどじゃくり病棟 VER4.0.0（3月8日、SODクリエイト）
- 素人ヘアヌード大図鑑 〜若妻編（3月9日、S級素人）
- 素人三十路妻童貞筆おろしドキュメント（3月15日、センタービレッジ）
- 「もしかして欲求不満!?その突き出したお尻はボクを誘惑している!?」 病院で出会った看護師さんは超ピタパン尻!!プライベートでは絶対出会えないほどの超タイプ!!何度見ても興奮が抑えられずチ○ポは我慢の限界に!!気がつけば看護師さんのお尻を揉みまくり!ズボンをおろしてバックで即挿入!!あまりの気持ち良さに何度も中出ししてしまうと…逆に看護師さんの欲求不満が爆発!?病院内で超発情してしまい、さらに中出しを迫られハメまくってしまいました!!!（3月19日、Hunter）※「鈴木」名義
- 本音でぶつかるネイキッドレズビアン 〜2人が1日で愛し合う為のプロセス〜 Vol.2（3月19日、レズれ!）
- 超敏感義姉生姦中出し! 「ゴム着けるなら挿れてもいいよ」でも気持ち良くなさそうなのでこっそりゴムを外してハメたら本来のイキまくりヤリマン女に豹変!ビックリするほどイキまくった!（3月21日、アイエナジー）
- ケガ人の僕が介助をたのんだらボランティアの綺麗な人妻さんがやってきた! 下着のラインがくっきりなピタパンで無意識に密着ケアしてくれるので思わず超勃起しちゃってたまりずぎの精子をパンツ内におもらし!! 奥さんは落ち込む僕を見て「いいのよ大丈夫」と汚れたチ○ポを優しく処理してくれそれでも勃っぱなし状態を憐れに思ったのかこっそり挿入まで許してくれた! 2（3月23日、SCOOP）
- 優しい母さんは超絶倫。親父だけでは足りないと我慢はしてたみたいだけど、身近な俺に迫ってきた。さすがに母さんには反応しないと思ったけど、金玉を空っからにされるまで母さんの凄腕テクニックに悶絶してしまった俺（4月6日、NON）
- 完全着衣映像 神パンスト（4月12日、親父の個撮）
- 素人男女モニタリング実験でゲッツ!! 出張マッサージ師♀×巨根サラリーマン♂ 密着施術に興奮したビンビン勃起チ●ポ見せつけたらどうなる!? 仕事中なのに我慢できずパン染みじゅわ〜ッ♡ グチョ濡れマ●コで禁断中出し本番ハメまくり!（4月13日、ゲッツ!!）
- 溜まってそうなノーブラ奥さんに媚薬バイブをぶっ挿し固定!! 尻突き出しポーズで放置され、マ●コをヒクヒク痙攣させてヨガり狂うド淫乱妻たち 3（4月13日、ゲッツ!!）
- 人妻2穴絶頂アナル3Pレズ 高級オイルエステ（4月15日、ピーターズ）
- 人妻凌辱 VOL.3 社長夫人は義弟に犯され身も心も汚されて…/管理人に襲われアナルに中出しされた純粋妻（4月20日（レンタル）/6月22日（セル）、アテナ映像）
- 飲尿ボーイズ タンツボ便器になりたいM男たち（4月20日、レイディックス）
- 連れ出し素人妻 ガチ中出し盗撮無断発売 8（4月25日、ビッグモーカル）
- 人妻ともかさんのハイドロ競水H（4月27日、アスリート）
- 昼下がり町内会!若妻たちのちょっと危険でかなりHな王様ゲーム!! 14 母の代理で参加した町内会の集まりでまさかの展開!若い時に王様ゲームをした事が無いという話で盛り上がった奥様方が急に「王様ゲームやりたい!」と言い出したんです。男はボクひとりしかいないもんだから、当然いい思いが沢山できちゃいました!! 巨乳ver（5月7日、Hunter）
- デリヘルを呼んだら高校時代いじめからボクを助けてくれなかった担任教師がやって来た! 高校時代に不良たちから連日いじめられまくるボクを見てもスルーしまくりの美人だけど最低な女!そんな女が今、目の前にデリヘル嬢としてやって来た!昔は、虫ケラを見るような目でボクを見下していたのに、今ではボクに体中を舐め回されて好き放題されて涙目。でも気にせず挿れちゃいました!（5月7日、Hunter）
- ド淫乱ケダモノ 不倫マゾ婦人 デカ尻くねらせて野外おねだり絶頂♡（5月7日、山と空）
- One's Daily Life season4. -new life-（5月10日、SILK LABO）
- 美脚パンスト先生4名大失禁!! 家庭訪問中にお漏らししちゃったエロすぎパンスト女教師と黒スト着衣SEX♡（5月11日、ゲッツ!!）
- 「ごめんなさい!あなた以外のチ○ポで感じてます…!!」 新婚巨乳女上司が旦那に離婚確定の絶頂生電話中継! ボクの手違いで出張先の部屋が新婚女上司と相部屋に!!気まずい空気を晩酌でなごまそうとするも逆に説教が止まらず…。だけど酔った女上司の浴衣がはだけて胸チラ&パンチラ連発!こっちのムラムラも止まりません!!すると旦那からの電話でさらに愚痴り始めた女上司に、ボクの怒りと性欲が爆発!我慢できず巨乳を揉みしだいたら、女上司は最初は嫌がるがごまかしながらも快感に負けて、旦那に絶頂生電話中継してしまうほどドM覚醒してしまいました!!!(どうやら離婚が確定したようです)（5月19日、Hunter）
- 中出し学級崩壊 新任教師である僕の妻がDQN生徒たちの肉便器にされ、恥ずかしい姿をスマホで動画撮影されました（5月19日、ミセスの素顔）
- 不倫妻の中出し情事 夫に内緒で潮吹きながら精子を受け入れる不貞妻（5月20日（レンタル）/7月27日（セル）、アテナ映像）
- 町内会の若妻の集まりで男はボク1人だけの王様ゲーム（6月7日、アイエナジー）
- 人妻デリヘル呼んだら上司の奥さん!しかも超清楚美人!初出勤の彼女に、素股を教えるフリしてそのままヌルリと挿入!若くて固い部下ち●ぽにイキまくる不貞妻!「もうやめて!」失神寸前の痙攣ま●こに容赦なく何度も挿入して連続生中出し!（6月8日、SCOOP）
- ゴミ捨て場でノーブラ奥さんと遭遇 2 胸チラに興奮したのでその場で犯して中出し（6月19日、かぐや姫Pt）
- 素人妻ナンパ 全員生中出し 4時間 セレブDX 61（7月15日、ロータス）
- レズれ!祝5周年記念 勉強仕事に疲れてウトウトしているととっても身近で信頼していたアノ女(ひと)が突然Hな悪戯! 嫌がるどころかストップされたくないほど気持ち良くなったワタシはそのまま寝たフリ我慢していると笑顔の真性レズは股間まで手を突っ込んでくるんです…声が出ちゃいそうになっているのを知ってか知らずかいっぱい濡れちゃったワタシの大事なアソコの中に鼻息荒くしながら激しく指入れ!!男の人より断然気持ちいい手マンに犯されたワタシは痙攣するまでイッちゃいました…。（7月19日、レズれ!）
- 「おばさんの私が下着を盗まれるなんて…」 2 自分を女として見てくれるというだけで人妻は発情してしまうので中出しセックスのハードルが低い!（7月19日、かぐや姫Pt）
- 凸凹Night School アンタなんかお断り!（8月9日、SILK LABO）
- 「あっ!ナマで入っちゃった!」 オイル素股でマ○コにチ○ポを擦りつけてたら気持ち良すぎてヌルッと生挿入!!中出しSEXまでヤッちゃったデリヘル嬢たちスペシャル（8月16日、グローリークエスト）
- 偶然見てしまった叔母の湯上り裸に僕は即勃起!それを見た叔母が発情して親に隠れて何度も僕とのセックスを求めてくる!勝手に何度もイキまくり!おかわり連発!もう何回発射させられたか分かりません!（8月23日、アイエナジー）
- ケツ穴くぱぁでカンパイ! 夏季限定OPEN お尻だらけのケツ穴御開帳ビアガーデン 暑い夏はビール片手にシコシコwww スタイル抜群のビアガールがケツ穴見せつけ淫語でオナ指示!（8月23日、ROCKET）
- レズビアン覚醒した女 〜若い蕾を摘みたくて〜（9月7日、ビビアン）
- AV女優 裸コレクション 第八弾（10月12日、V&R PRODUCE）
- 女王蹂躙地獄 vol.15 甘美な香りを放つ塾肉人妻女王 狂辱の奴隷反乱イキゴロシ処刑（10月13日、Baby Entertainment）
- 黒パンスト履きっ放し美脚ソープ 当店は黒スト×ローションでお客様に最高の射精をお約束します。（10月25日、ROCKET）
- 孕ませ寝取られ妻 他人のザーメンに溺れる人妻たち（11月8日、センタービレッジ）
- 卑猥爆尻 ナイスケッツ美熟女 15人4時間（11月10日、ビッグモーカル）
- 悪の女幹部ゾラ ヒーロー凌辱 VSパーフェクトレンジャー（11月23日、GIGA）
- バトルプリンセス スパンデクサー前編 actアフターウォー（12月14日、GIGA）
- バトルプリンセス スパンデクサー後編 actアフターウォー（12月28日、GIGA）
- 昼下がりの人妻… あぁ。なぜダメだとわかっているのに気持ちいいの?? マ○コを洗って男達を待つ不貞行為中毒な人妻たち…（12月28日、キネマ座）

- 淫口寝取られ妻 デカチンに貪られたフェラチオNTR（1月10日、センタービレッジ）
- 100万×中出し 女が欲しいのは愛かお金か中出しか!!? AV女優37人の新感覚中出しサバイバル!!（2月1日、本中） ※「AV OPEN 2018」企画部門エントリー作品
- 超絶口臭嗅がせ鼻舐めレズ（2月1日、ゑびすさん/妄想族）
- 羞恥洗脳ハイグレ人間にされちゃった4 ハイグレ光線銃復活SP（2月7日、ROCKET）
- 変態若妻の女体臭と唾液と乳首（2月19日、熟の蔵/エマニエル）
- 絶頂乳首舐めレズ（2月19日、ゑびすさん/妄想族）
- 欲求不満な人妻たち ふたなり熟女びんびん物語（2月21日、ROCKET）
- ダブルバーチャルレズベロキス 2（3月1日、ゑびすさん/妄想族）
- ぶり物産はウエストヒップ差30センチ以上の女しか撮りません ともか（3月1日、ぶり物産）
- 超絶敏感な淫語バーチャル乳首オナニー2（3月19日、ゑびすさん/妄想族）
- 一泊二日 生ハメ夜這い付 人妻限定ツアー 極上浴衣爆乳妻と行くSEX三昧の旅 6人4時間（3月30日、ビッグモーカル）
- 悩殺!! たっぷり唾液で迫るバーチャルべろキス（4月1日、ゑびすさん/妄想族）
- 引退ヒロイン ハメられたセーラーエルミス（4月12日、GIGA）
- 女体臭を嗅ぎ舐める匂いフェチレズ（4月19日、ゑびすさん/妄想族）
- ガチベロ濃密絡み合い唾液レズ接吻（5月1日、ゑびすさん/妄想族）
- 挟まれてW接吻（5月1日、OFFICE K’S）
- デカ尻淫語 おなら責め（5月7日、犬/妄想族）
- クルンと性別反転! TSFアバターミラー（5月9日、ROCKET）
- ダブルバーチャルレズベロキス 3（5月19日、ゑびすさん/妄想族）
- 連続オーガズム乳首舐めレズ（6月1日、ゑびすさん/妄想族）
- 口臭嗅がせ鼻突っ込み舐めレズ（6月1日、ゑびすさん/妄想族）
- 連続オーガズム乳首舐めレズ（6月1日、ゑびすさん/妄想族）
- ガチベロ濃密絡み合い唾液レズ接吻 2（6月19日、ゑびすさん/妄想族）
- ロングブーツ蒸れ蒸れパンスト匂い嗅ぎ脚舐めレズ 2（7月1日、ゑびすさん/妄想族）
- ザーメン食レポ女子アナ（7月11日、ROCKET）
- 壮絶痰唾えずき汁ぶっかけ顔面舐め愛レズ Vol.01 ～The World’s Strongest Face Licking Lesbian（8月19日、ゆりえっち/妄想族）
- 100万×中出し 完全版 AV女優37人のガチンコ中出しサバイバルの裏側全部見せます!!（8月25日、本中）
- 近親相姦 母のお尻～美義母の淫らな肉厚巨尻（9月7日、RUBY）
- ふたなりヒロイン スーパーレディー（10月25日、GIGA）
- 後生だから、ババアなんて呼ばないで…4時間 2（11月29日、光夜蝶）
- 今日も私は義父の前で服を脱ぎ出されたモノに犯される（12月27日、光夜蝶）

- バーチャル寝取られ痰唾吐き顔面舐めレズ（5月19日、ゆりえっち/妄想族）
- ぶっかけデカ尻奥様は乳首ビンビンにして社員を誘惑する変態ドスケベ痴女（7月7日、WEEKENDER）

- バーチャル口臭・ベロ臭・唾液臭ミックス体感痰壺激臭レズ（3月1日、ゑびすさん/妄想族）※オムニバス作品
- 美脚・足裏見せ付け淫語責めシゴキ（6月1日、ゑびすさん/妄想族）※オムニバス作品
- 散り紅（10月5日、アタッカーズ）

- アナコンダ夜伽 変幻自在のアメーバ蛇舌で脳内ドロドロ極上快楽（11月5日、桃太郎映像出版）
- Romantic album page2（11月7日、SILK LABO）
- 淫語痴女とバーチャル唾液レズ接吻（12月3日、ゑびすさん/妄想族）
- レズ売春 淫欲の館 ～レズ風俗で繰り広げられる三つ巴レズセックス～（12月17日、U&K）

### イメージDVD
- Tomoka 熟れっ妓の揺れる美巨尻（2017年3月16日、REbecca）

### アダルトVR
- キャンプで没入密室 発情テント（8月11日、CASANOVA）
- 絶童（8月25日、CASANOVA）

- いっぱいキスして♡ 見つめ合いながら一緒にしよっ♡ オマ○コ・アナル見せつけオナニー（2月26日、プリモVR）
- ザ・面接 現場潜入 Vol.3 セックスレス奥さんと看護師 べちょべちょ女子のオメコ祭り（9月26日、アテナ映像）

- 長尺VR 4JOBシチュエーションで誘惑する黒ストッキングフェチVR（3月26日、TMA VR）

## 出演

### 成人映画
- 福マン婦人 ねっとり寝取られ（2018年5月11日公開、オーピー映画） - 「八巻幸枝」役
- 背徳酒場 熱燗熟女のうずき（2024年11月15日、オーピー映画）[10]

### テレビ
- ケンコバのバコバコテレビ（2017年1月13日,27日・3月10日,24日・11月10日,24日、サンテレビ）
- 男のザップ 生イキ! ジャンポケクルーズ（2017年5月18日、BSスカパー!）
- 第3回 クイズ おならで答えて!〜目指せ!海外旅行（2018年2月1日、パラダイステレビ）
- ダラケ! 〜お金を払ってでも見たいクイズ〜（2018年12月6日、20日、BSスカパー!）
- 美女のおならに耳をすます会（2019年5月30日、パラダイステレビ）[11]
- クイズおならで答えて！～桃の節句・屁な祭りSP！ 目指せ！温泉旅行～（2021年3月3日、パラダイステレビ）[12]

### オリジナルビデオ
- ダメージングヒロイン03 バーンアウト Reboot（2019年1月1日、ZENピクチャーズ） - ルイ 役

### 舞台
- コント舞台「ハーフ&ハーフ」（2018年2月22日,23日、新宿バティオス）
- 劇団骸骨ストリッパー公演「ごきげん!?アキラ〜The Worldwide〜」（2018年4月5日 - 9日、武蔵野芸能劇場）ドエロスキー役

### インターネット放送
- トイズハートプレゼンツ「ハートの部屋（仮）」 第13回（2017年9月5日、ニコニコ生放送）[13][14]
- 全裸監督（2019年8月全話配信、Netflix）1話
- あしたのSHOW（2020年4月14日、あしたのSHOWPowered by HIGHBEAM8）アシスタント[15]
- ロンドンハーツABEMA特別編（2022年5月31日、ABEMA）アンケート協力[16]

### 雑誌
- 週刊大衆 2016年10月24日号（双葉社） - 袋とじ「NHK朝ドラ出演女優「衝撃ヘアヌード」」
- FRIDAY 2016年10月28日号（講談社） - 袋とじ「『マッサン』出演女優「衝撃のヘアヌード!」」
- ズバ王 2016年12月号（ジーオーティー） - インタビュー
- 週刊ポスト 2017年4月7日号（小学館） - グラビア「この女のセックス 第2回 ともかさん」
- FLASH 2017年9月26日号（光文社） - 袋とじ「美人ナレーターのかぶりつきたい爆尻」
- FLASH DAIMOND 2017年11月10日増刊号（光文社） - グラビア「美熟女3人「私の忘れられない不倫SEX」」
- 週刊実話 2017年12月28日号（日本ジャーナル出版）- グラビア「人妻のいる街で」
- 週刊大衆 2018年4月23日（双葉社） - グラビア「ハダカ美女と混浴しませんか?」